# Gustaf Åhlund
Nils Gustaf Thure Åhlund, född den 31 mars 1852 i Strömstad, död den 20 januari 1940 i Djursholm, var en svensk militär. Han var far till Nils Åhlund och farbror till Frans Åhlund.
Åhlund blev underlöjtnant vid Göta artilleriregemente 1874, löjtnant där 1878 och kapten där 1892, vid Andra Göta artilleriregemente 1895. Han var artilleristabsofficer 1891–1895. Åhlund blev major vid Första Göta artilleriregemente 1902 och överstelöjtnant där 1905. Han befordrades till överste i armén 1907 och övergick till reserven samma år. Åhlund var stadsfullmäktig  i Göteborg 1904–1916, ordförande i Göteborgs gas- och elektritetsverk 1911–1916 och i Göteborgssystemet 1910–1916. Han var kassadirektör i Skandinaviska kreditaktiebolaget i Göteborg 1910–1914. Åhlund invaldes som ledamot av Krigsvetenskapsakademiens andra klass 1900. Han blev riddare av Svärdsorden 1895, av Vasaorden 1898 och av Nordstjärneorden 1916. Åhlund vilar på Djursholms begravningsplats.